# Bradyporus multituberculatus
Bradyporus multituberculatus is een rechtvleugelig insect uit de familie sabelsprinkhanen (Tettigoniidae). De wetenschappelijke naam van deze soort is voor het eerst voorgesteld als Callimus multituberculatus door Johann Gotthelf Fischer von Waldheim in een publicatie uit 1833.

## Verspreiding
Deze soort komt voor in Roemenië, Zuidwest-Rusland en Afrika.

## Ondersoorten
- Bradyporus multituberculatus montandoni (Burr, 1898) (Roemenië)
- Bradyporus multituberculatus multituberculatus (Fischer von Waldheim, 1833)